# Birds of a Feather (песня Билли Айлиш)
«Birds of a Feather» (с англ. — «Схожие птицы. Рыбак рыбака...») — песня американской певицы и автора-исполнителя Билли Айлиш. Она появилась в эфире радиостанций США 2 июля 2024 года в качестве второго сингла из ее третьего студийного альбома Hit Me Hard and Soft на лейблах Darkroom и Interscope Records. Айлиш написала песню вместе с её продюсером, Финнеасом О’Коннеллом. Песня затрагивает темы глубокой любви и стремления к прочной связи.

## Предыстория и релиз
Эйлиш впервые представила песню 13 мая 2024 года в тизер-трейлере к предстоящему третьему сезону сериала Netflix Heartstopper. Песня стала одной из трех песен, которые были представлены в преддверии выхода альбома. В интервью Apple Music Айлиш рассказала, что песня содержит самый высокий вокальный белтинг в ее карьере.
Песня стала вторым синглом к альбому Hit Me Hard and Soft, выпущенному 17 мая 2024 года.

## Композиция
Описанная как «легкий нео-нововолновой джем», «Birds of a Feather» заимствует свое название из английской пословицы «птицы из перьев слетаются вместе». В «эмоционально уязвимом» тоне Айлиш поет о том, что влюбилась в человека, с которым хочет «держаться вместе». Любовь к своей второй половинке доводит ее до слез, и она умоляет возлюбленного никогда не прекращать их отношения.

## Отзывы

### Итоговые годовые списки критиков
Rolling Stone назвал трек 5-й лучшей песней 2024 года, заявив, что «Билли Айлиш блестяще передает то, как время может казаться хрупким и мимолетным в „Birds of a Feather“, бесстрастном фаворите поклонников с ее третьего студийного альбома Hit Me Hard and Soft. „Невозможно изменить погоду, возможно, это не навсегда, но если это навсегда, то это даже лучше“, — поет она. Ни одна нота не пропала даром, ни один текст не прозвучал без полного катарсиса всепоглощающей любви. Время, по ее мнению, проходит так же быстро, когда вы наблюдаете за тем, как песок стекает на дно песочных часов, как и когда вы погружаете ноги в те же песчинки на пляже. Лучше потратить его на жизнь и любовь».
| Публикация         | Список                              | Место | Ссылки |
| ------------------ | ----------------------------------- | ----- | ------ |
| Billboard          | The 100 Best Songs of 2024          | 4     | [ 6 ]  |
| Complex            | The 50 Best Songs of 2024           | 4     | [ 7 ]  |
| Coup De Main       | The Best Songs of 2024              | 3     | [ 8 ]  |
| ELLE               | The 42 Best Songs of 2024           | н/д   | [ 9 ]  |
| Exclaim!           | 20 Best Songs of 2024               | 20    | [ 10 ] |
| Los Angeles Times  | The 30 Best Songs of 2024           | 9     | [ 11 ] |
| NME                | 50 Best Songs of 2024               | 12    | [ 12 ] |
| NPR                | 124 Best Songs of 2024              | н/д   | [ 13 ] |
| Pitchfork          | The 100 Best Songs of 2024          | 27    | [ 14 ] |
| Rolling Stone      | The 100 Best Songs of 2024          | 5     | [ 15 ] |
| Slant Magazine     | The 50 Best Songs of 2024           | 1     | [ 16 ] |
| The Guardian       | The 20 Best Songs of 2024           | 5     | [ 17 ] |
| The New York Times | Lindsay Zoladz's Best Songs of 2024 | 4     | [ 18 ] |
| The Ringer         | The 11 Best Songs of 2024           | 7     | [ 19 ] |
| Time Out           | The Best Songs of 2024              | 2     | [ 20 ] |
| Uproxx             | The Best Songs of 2024              | н/д   | [ 21 ] |
| USA Today          | The 10 Best Songs of 2024           | 3     | [ 22 ] |

### Награды и номинации
| Год  | Награда                  | Категория                                    | Результат | Ссылка |
| ---- | ------------------------ | -------------------------------------------- | --------- | ------ |
| 2024 | MTV Video Music Awards   | Song of the Summer                           | Номинация | [ 23 ] |
| 2024 | MTV Europe Music Awards  | Best Song                                    | Номинация | [ 24 ] |
| 2024 | Danish Music Awards      | International Hit of the Year                | Номинация | [ 25 ] |
| 2024 | Musa Awards              | Anglo International Song of the Year         | Номинация | [ 26 ] |
| 2025 | Grammy Awards            | Record of the Year                           | Номинация | [ 27 ] |
| 2025 | Grammy Awards            | Song of the Year                             | Номинация | [ 27 ] |
| 2025 | Grammy Awards            | Best Pop Solo Performance                    | Номинация | [ 27 ] |
| 2025 | iHeartRadio Music Awards | Best Lyrics                                  | Номинация | [ 28 ] |
| 2025 | Brit Awards              | Best International Song                      | Номинация | [ 29 ] |
| 2025 | GAFFA Awards (Denmark)   | International Song of the Year               | Победа    | [ 30 ] |
| 2025 | Music Awards Japan       | Best International Alternative Song in Japan | Победа    | [ 31 ] |
| 2025 | American Music Awards    | Song of the Year                             | Победа    | [ 32 ] |
| 2025 | American Music Awards    | Favorite Pop Song                            | Победа    | [ 32 ] |

## Коммерческий успех
После выхода альбома Hit Me Hard and Soft песня «Birds of a Feather» заняла 13-е место в чарте Billboard Hot 100, что стало самым высоким показателем для альбома после «Chihiro», занявшей двенадцатое место, и лид-сингла с альбома «Lunch», занявшего пятое место в номере от 1 июня 2024 года. На четвёртой неделе альбомная композиция перескочила с одиннадцатого на девятое место в чарте. Благодаря хорошим результатам песни «Birds of a Feather» был выпущен 2 июля в качестве второго сингла с альбома. На двенадцатой неделе пребывания в Hot 100 песня «Birds of a Feather» поднялась на первое место в мультиметрических рок-чартах Hot Rock & Alternative Songs и Hot Alternative Songs. После выступления на церемонии закрытия Летней Олимпиады-2024 песня поднялась на 5-е место в чарте от 24 августа и стала четвёртой в карьере Айлиш в Топ-5 Hot-100 после «Bad Guy» (одна неделя на № 1, 2019), «Therefore I Am» (№ 2, 2020) и «Lunch» (№ 5, июнь 2024).
Песня стала первым чарттоппером Айлиш в хит-парадах Billboard Global 200 и Global Excl. U.S..
В Великобритании «Birds of a Feather» дебютировала на девятом месте в UK Singles Chart в течение недели после выхода альбома. Песня стала третьей лучшей после «Chihiro» на седьмом и «Lunch» на втором местах чарта. После роста популярности песня достигла новой высоты — второго места в UK Singles Chart.

## Живое исполнение
Айлиш исполнила песню на церемонии закрытия Летних Олимпийских игр 2024 года 11 августа 2024 года. Выступление было частью передачи флага от города Парижа Лос-Анджелесу и было записано накануне в Лонг-Бич.

## Участники записи
- Билли Айлиш — вокал, лирика
- Финнеас — продюсер, лирика, гитара, музыкальное сопровождение

## Позиции в чартах
| Чарт (2024)                                  | Высшая позиция |
| -------------------------------------------- | -------------- |
| Австралия (ARIA)                             | 1              |
| Австрия (Ö3 Austria Top 40)                  | 3              |
| Бельгия/Фландрия (Ultratop 50)               | 7              |
| Бельгия/Валлония (Ultratop 50)               | 3              |
| Бразилия (Brasil Hot 100)                    | 32             |
| Канада (Billboard Canadian Hot 100)          | 3              |
| Канада (Billboard AC)                        | 20             |
| Канада (Billboard CHR/Top 40)                | 2              |
| Канада (Billboard Hot AC)                    | 3              |
| СНГ (TopHit Airplay)                         | 14             |
| Колумбия (National-Report)                   | 3              |
| Хорватия (Croatia Songs, Billboard)          | 18             |
| Хорватия (HRT)                               | 10             |
| Чехия (Rádio — Top 100)                      | 76             |
| Чехия (Singles Digitál Top 100)              | 7              |
| Дания (Tracklisten)                          | 9              |
| Финляндия (Suomen virallinen lista)          | 23             |
| Франция (SNEP)                               | 24             |
| Германия (GfK)                               | 4              |
| Мир (Billboard Global 200) ·                 | 1              |
| Ирландия (IRMA)                              | 2              |
| Нидерланды (Dutch Top 40)                    | 5              |
| Нидерланды (Single Top 100)                  | 4              |
| Новая Зеландия (Recorded Music NZ)           | 1              |
| Норвегия (VG-lista)                          | 4              |
| Португалия (AFP)                             | 3              |
| Россия (TopHit)                              | 54             |
| Испания (PROMUSICAE)                         | 42             |
| Швеция (Sverigetopplistan)                   | 5              |
| Швейцария (Schweizer Hitparade)              | 2              |
| Великобритания (OCC UK Singles)              | 2              |
| США (Billboard Hot 100)                      | 2              |
| США (Billboard Adult Contemporary)           | 8              |
| США (Billboard Adult Pop Airplay)            | 1              |
| США (Billboard Dance/Mix Show Airplay)       | 16             |
| США (Billboard Hot Alternative Songs)        | 1              |
| США (Billboard Hot Rock & Alternative Songs) | 1              |
| США (Billboard Pop Airplay)                  | 1              |
| США (Billboard, Hot Alternative Songs)       | 1              |

| Чарт (2024)                                 | Позиция |
| ------------------------------------------- | ------- |
| Canada (Canadian Hot 100)                   | 13      |
| Germany (GfK)                               | 29      |
| Global 200 (Billboard)                      | 7       |
| New Zealand (Recorded Music NZ)             | 7       |
| Philippines (Philippines Hot 100)           | 5       |
| Switzerland (Schweizer Hitparade)           | 12      |
| UK Singles (OCC)                            | 7       |
| US Billboard Hot 100                        | 15      |
| US Adult Contemporary (Billboard)           | 49      |
| US Adult Top 40 (Billboard)                 | 27      |
| US Mainstream Top 40 (Billboard)            | 23      |
| US Hot Rock & Alternative Songs (Billboard) | 3       |
| Venezuela Anglo (Record Report)             | 19      |

## Сертификации
| Регион | Сертификация     | Продажи       |
| --- | ---------------- | ------------- |
| Австралия (ARIA) | 7× Платиновый    | 490 000       |
| Австрия (IFPI Austria) | Платиновый       | 30 000        |
| Бельгия (BEA) | 2× Платиновый    | 80 000        |
| Бразилия (ABPD) | 3× Бриллиантовый | 480 000       |
| Канада (Music Canada) | 5× Платиновый    | 400 000       |
| Дания (IFPI Danmark) | 2× Платиновый    | 180 000       |
| Франция (SNEP) | Бриллиантовый    | 333 333       |
| Германия (BVMI) | Золотой          | 300 000       |
| Италия (FIMI) | Платиновый       | 100 000       |
| Новая Зеландия (RMNZ) | 4× Платиновый    | 120 000       |
| Польша (ZPAV) | 3× Платиновый    | 150 000       |
| Португалия (AFP) | 5× Платиновый    | 50 000        |
| Испания (PROMUSICAE) | 2× Платиновый    | 120 000       |
| Швейцария (IFPI Switzerland) | 2× Платиновый    | 60 000        |
| Великобритания (BPI) | 2× Платиновый    | 1 200 000     |
| США (RIAA) | 5× Платиновый    | 5 000 000     |
| Стриминг |                  |               |
| Центральная Америка (CFC) | Платиновый       | 7 000 000     |
| Греция (IFPI Greece) | 3× Платиновый    | 6 000 000     |
| Мир | —                | 1,520,000,000 |
| Данные о продажах + прослушиваниях приведены только на основе сертификации. · Данные только о прослушиваниях приведены на основе сертификации. |                  |               |

## История релиза
| Регион | Дата           | Формат                     | Лейбл               | Ссылка         |
| ------ | -------------- | -------------------------- | ------------------- | -------------- |
| США    | 2 июля 2024    | Цифровые загрузки стриминг | Darkroom Interscope | [ 35 ] [ 113 ] |
| Италия | 2 августа 2024 | Радио                      | EMI                 | [ 114 ]        |

### Комментарии
1. ↑  Название происходит от идиомы «birds of a feather flock together» («птицы слетаются вместе»), означающей, что люди со схожими характерами, происхождением, интересами или убеждениями будут собираться вместе. «Рыбак рыбака видит издалека». «Птицы одного оперения собираются вместе». «Масть к масти подбирается».